# Fəhmin Muradbəyli
Fəhmin Surxay oğlu Muradbəyli (Baku, 16 marzo 1996) è un calciatore azero, centrocampista dell'İrəvan.

## Carriera

### Club
Ha giocato nella massima serie azera.

## Palmarès

### Club

#### Competizioni nazionali
- Coppa d'Azerbaigian: 1

Neftçi Baku: 2013-2014
- Campionato azero: 1

Neftci Baku: 2020-2021